# Paul Behncke
Paul Behncke (Süsel, 1869. augusztus 13. – Berlin, 1937. január 4.) német katona. Az első világháború egyik admirálisa volt, legismertebb arról, hogy a skagerraki csatárban a Nyílt-tengeri Flotta III. csatahajóraját (Geschwader III) vezényelte. A haditengerészet kötelékét 1924-ben hagyta el.